# Lofofora
Lofofora é uma banda francesa de nu metal/hardcore punk formada em 1989 na cidade de Paris.

## Integrantes

### Membros atuais
- Reuno Wangermez - vocal (1989 - presente)
- Daniel Descieux - guitarra (2001 - presente)
- Phil Curtis - baixo (1989 - presente)
- Pierre Belleville - bateria (2002 - presente)

### Ex-membros
- Karl - guitarra (1989)
- Pascal Lalaurie - guitarra (1990 - 1994)
- Farid Tadjene - guitarra (1995 - 2001)
- Erik Rossignol (Ragout) - bateria (1989 - 1992)
- Edgar Mireux - bateria (1992 - 2002)

## Discografia
Álbuns de estúdio
- 1995: Lofofora
- 1996: Peuh !
- 1999: Dur comme fer
- 2003: Le fond et la forme
- 2005: Les choses qui nous dérangent
- 2007: Mémoire de singes
- 2011: Monstre ordinaire
- 2014: L'épreuve du contraire

Álbuns ao vivo
- 2001: Double
- 2004: Lames de fond

Box set
- 2008: Lofofora, le coffret